# Rothschildia jacobaeae
La Polilla de las Chilcas (Rothschildia jacobaeae) es una especie de lepidóptero ditrisio de la familia Saturniidae. Es una mariposa nocturna de la familia Saturniidae.
Mide entre 80 y 100 mm.
Su alimento principal son las hojas de plantas de varias familias, incluyendo especies de yerba mate (Ilex paraguariensis), jacarandá (Jacaranda caroba, Jacaranda mimosifolia), ligustro (Ligustrum spp., Ligustrum ovalifolium), Cephalanthus glabratus.
Es endémica de gran parte de la provincia de Buenos Aires (Argentina) y Brasil.